# Camelot Software Planning
Camelot Software Planning (株式会社キャメロット?, Kabushiki-gaisha Kyamerotto), meglio conosciuta come Camelot, è un'azienda sviluppatrice di videogiochi giapponese fondata nel 1990 con il nome di SEGA CD4. È conosciuta principalmente per la collaborazione con Nintendo nello sviluppo di spin-off sportivi come Mario Tennis e Mario Golf, in cui ha debuttato Waluigi, uno dei personaggi più unici e amati della serie.

## Storia
L'azienda è stata fondata nel 1990 con il nome di CD4 (Consumer Development Studio #4) come una divisione di SEGA; successivamente il nome è cambiato diventando Sonic! Software Planning. Poco tempo dopo, nel 1991, viene pubblicato insieme a Climax Entertainment il primo titolo dell'azienda, Shining in the Darkness, per Sega Mega Drive.
Nel 1995, cambiato il nome in Camelot Software Planning, il gruppo si separa ufficialmente da SEGA, ma continua a sviluppare titoli della serie Shining.
Nel 1998, poiché lasciata un po' da parte da SEGA, che intanto concentrava i propri sforzi sulla nuova console di casa, il Dreamcast, Camelot inizia la collaborazione con Nintendo, sviluppando i più importanti videogiochi sportivi della serie Mario.

## Videogiochi sviluppati
- Shining in the Darkness - 1991, Sega Mega Drive (co-sviluppato con Climax Entertainment)
- Shining Force - 1992, Sega Mega Drive (co-sviluppato con Climax Entertainment)
- Shining Force Gaiden - 1992, Sega Game Gear
- Shining Force: The Sword of Hajya - 1993, Sega Mega Drive
- Shining Force II - 1993, Sega Mega Drive
- Shining Force CD - 1994, Sega Mega CD
- Shining Force Gaiden: Final Conflict - 1995, Sega Game Gear
- Shining Wisdom - 1995, Sega Saturn
- Beyond the Beyond - 1996, PlayStation
- Shining the Holy Ark - 1996, Sega Saturn
- Everybody's Golf (Hot Shots Golf) - 1997, PlayStation
- Shining Force III - 1997, Sega Saturn
- Shining Force III Scenario 2 - 1998, Sega Saturn
- Shining Force III Scenario 3 - 1998, Sega Saturn
- Shining Force III Premium Disc - 1998, Sega Saturn
- Everybody's Golf - 1998, PlayStation
- Mario Golf - 1999, Nintendo 64, Game Boy Color
- Mario Tennis - 2000, Nintendo 64, Game Boy Color
- Golden Sun - 2001, Game Boy Advance
- Mobile Golf - 2001, Game Boy Color
- Golden Sun: L'era perduta - 2003, Game Boy Advance
- Mario Golf: Toadstool Tour - 2003, Nintendo GameCube
- Mario Golf: Advance Tour - 2004, Game Boy Advance
- Mario Power Tennis - 2004, Nintendo GameCube
- Mario Power Tennis - 2005, Game Boy Advance
- We Love Golf! - 2007, Nintendo Wii
- New Play Control! Mario Power Tennis - 2008, Nintendo Wii
- Golden Sun: L'alba oscura - 2010, Nintendo DS
- Mario Tennis Open - 2012, Nintendo 3DS
- Mario Golf: World Tour - 2013, Nintendo 3DS
- Mario Tennis: Ultra Smash - 2015, Nintendo Wii U
- Mario Sports Superstars - 2017, Nintendo 3DS (Sviluppando solamente Tennis e Golf)
- Mario Tennis Aces - 2018, Nintendo Switch
- Mario Golf: Super Rush - 2021, Nintendo Switch

Cancellati
- I Love Golf - PC[3]